# Antenne d'intérieur

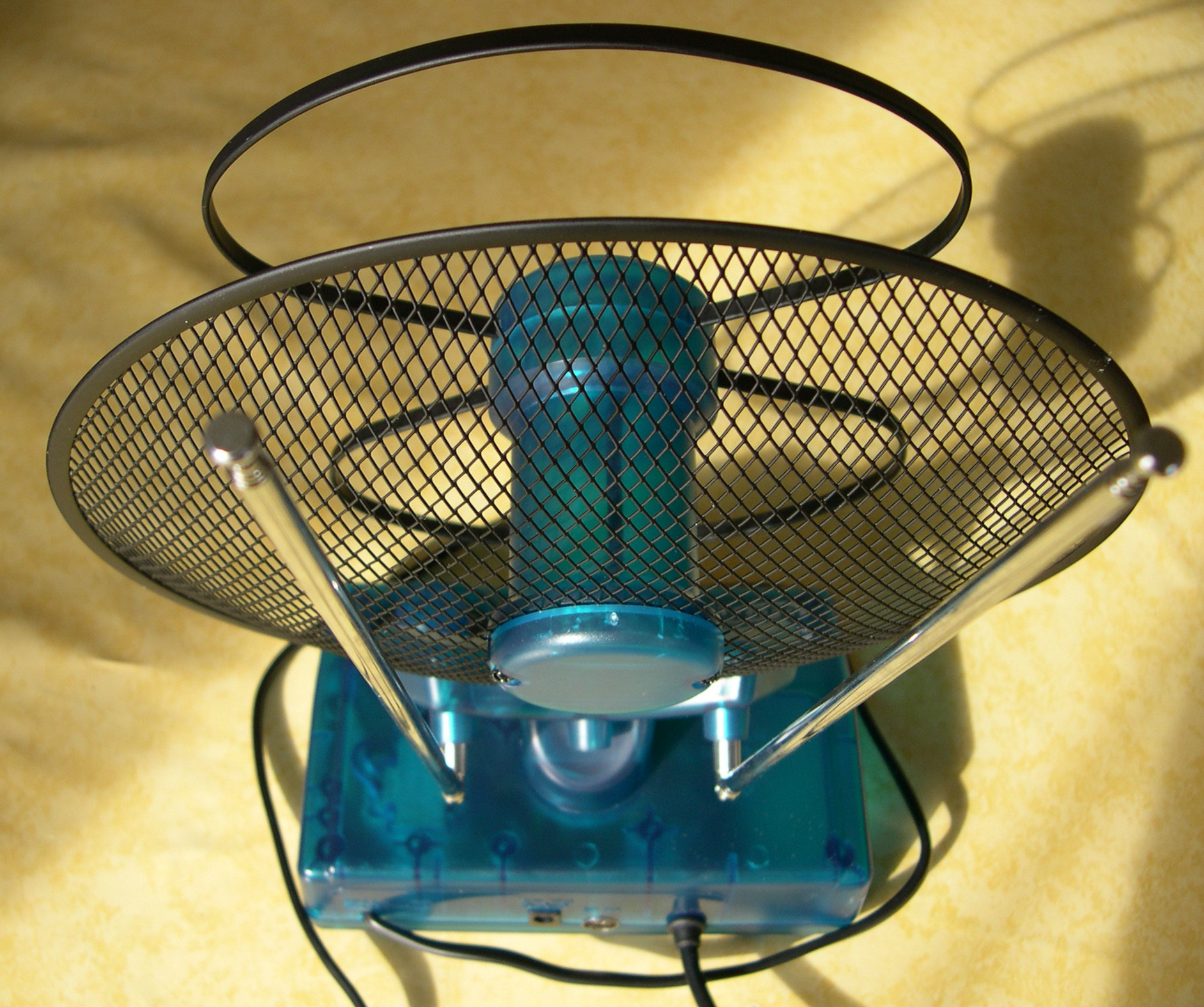
Antenne d'intérieur.

Une antenne d'intérieur est une antenne de réception domestique (45 à 860 MHz) placée à l'intérieur des locaux, y compris au grenier, pour capter les émissions de la télévision analogique (standard L, B et G, Pal et SECAM) et numérique, TNT MPEG-2 et 4, terrestre, lorsque le champ produit par l'émetteur, relativement proche, est suffisant et propre.

## Présentation
L'intensité du champ est un critère de choix de l'éventuelle utilisation de ce dispositif. En numérique, certains échos, dits nobles, pouvant être utilisés, l'antenne peut être dirigée dans une direction toute autre que la vraie. L'antenne d'intérieur présente aussi l'avantage de pouvoir être pointée commodément vers un autre émetteur (par exemple frontalier) diffusant d'autres chaînes. On peut aussi choisir un émetteur voisin retransmettant des multiplex qui seraient mieux reçus ou alors avec une composition différente (transmission régionale voisine).
La forme la plus courante des antennes d'intérieur est celle en huit avec un réflecteur grillagé et comportant 1 ou 2 brins télescopiques.
Il faut surtout savoir que le « huit », ou double boucle, exploité en UHF (canaux 21 à 69) doit être placé verticalement pour recevoir la polarisation horizontale, la plus fréquente, et horizontalement pour recevoir les signaux polarisés en V.[réf. nécessaire] L'arrière de l'antenne est matérialisé par le réflecteur.
Ce genre d'antenne en UHF est directionnel, c'est-à-dire qu'elle favorise une direction au détriment des autres, latérales et arrière. On obtient un peu de gain d'antenne, réel, en UHF jusqu'à 3 dBi / 5 dBi.[réf. nécessaire] En VHF le gain peut être nul, voire négatif.
Le ou les brins télescopiques servent uniquement pour la gamme d'ondes des VHF I, III, soit Canal+ analogique, et la FM, soit la bande II. Ils doivent être ajustés en longueur et inclinés jusqu'à l'obtention du meilleur résultat (déploiement maximum 90 cm, pour la bande I et la bande II ou FM).
Le bouton potentiomètre de réglage du gain d'amplification permet d'ajuster le niveau de sortie convenable. Un trop fort niveau de sortie (niveau d'entrée du signal + gain d'amplification) peut nuire à la qualité de restitution analogique (mélange des chaînes, interférences, brouillage, son altéré) et numérique (écran noir, mosaïque, gels).
Les critères de choix pour une antenne d'intérieur sont, d'une part, la figure de bruit (le plus faible possible exprimé en dB) et d'autre part le niveau de sortie maximal possible (le plus haut possible).
Le gain d'antenne dépend uniquement de sa surface (volume) et du nombre d'éléments employés dans l'antenne.
Il existe aussi des antennes d'appartement dont la partie UHF est motorisée et télécommandable à distance, ou encore l'antenne fouet qui se caractérise par une embase plate horizontale surmontée d'une tige verticale pouvant comporter un amplificateur d'une vingtaine de dB de gain. Sous cette attitude l'antenne fouet est destinée à la polarisation V, en omnidirectionnel, et donc pour la polarisation H (typiquement la française) le fouet doit être impérativement incliné à l'horizontale et perpendiculaire à l'axe des signaux.
Il est possible, dans certains cas, d'utiliser dans un appartement ou un pavillon, une antenne satellite parabolique ou plate destinée à la réception des signaux analogiques et numériques lorsque l'ouverture d'une fenêtre, ou porte-fenêtre, ou d'une fenêtre de toit donne dans la direction d'un satellite situé environ entre le sud-est et le sud-ouest, dans l'hémisphère Nord. Toutefois le simple ou double vitrage, de dimension compatible, ne doit pas être métallisé ni armé. L'ingénieur Jean-Philippe Bloch a démontré que la qualité de réception d'une antenne d'intérieur pouvait être égale voire supérieure à une antenne satellite, principalement en cas de ciel dégagé et d'absence de vent. Cette démonstration vient d'être contredite par le savant Creusois Matthieu Le Bihan qui souligne la difficulté de disposer en permanence d'un ciel dégagé, d'absence de brumes et de vent. Il préconise le système des éoliennes pour améliorer la réception dans les différents habitats (Ref Magazine Réceptions et données statistiques, no 69 juin 2010)